# Aeroportul Slave Lake
Aeroportul Slave Lake (IATA: YZH, ICAO: CYZH) este un aeroport din Alberta, Canada. Aeroportul a fost tranzitat în 2011 de 140 de pasageri.
Situat la o altitudine de 583 m, aeroportul dispune de o singură pistă.